# Chloroclystis pitoi
Chloroclystis pitoi är en fjärilsart som beskrevs av Clarke 1971. Chloroclystis pitoi ingår i släktet Chloroclystis och familjen mätare. Inga underarter finns listade i Catalogue of Life.